# Капич, Николай Фёдорович
Никола́й Фёдорович Ка́пич (бел. Мікалай Фёдаравіч Капіч; род. 15 августа 1918, Шумилинский район, Витебская область) — советский и белорусский историк, государственный и политический деятель, кандидат философских наук (1962), доктор исторических наук (1979), профессор (1981), заслуженный работник высшей школы БССР (1987).

## Биография
Родился в 1918 году в деревне Шаенка. Член КПСС.
С 1937 года — на хозяйственной, общественной и политической работе. В 1937—1939 годах — учитель Кохановичской средней школы Освейского района.
Участник советско-финской войны, участник Великой Отечественной войны, радиотелеграфист 41-го стрелкового полка 84-й стрелковой дивизии, начальник радиостанции штаба 118-й, 85-й гвардейской дивизии, пропагандист.
Заведующий отделом пропаганды и агитации Сиротинского райкома партии, лектор Витебского обкома партии, заведующий отделом пропаганды и агитации, секретарь по идеологии Витебского горкома партии. В 1953 году окончил ВПШ при ЦК КПСС, в 1957 году — Академию общественных наук при ЦК КПСС. Заместитель заведующего отделом пропаганды и агитации ЦК КПБ, заведующий отделами школ/науки, вузов и школ, пропаганды и агитации, науки и культуры/науки и учебных заведений ЦК КПБ. В 1960—1976 годах был членом ЦК КПБ.
Директор Института истории партии при ЦК КПБ в 1969—1975 годах, старший преподаватель кафедры марксистско-ленинской философии, а затем с 1978—1991 год — заведующий кафедрой научного коммунизма Минской высшей партийной школы.
Избирался депутатом Верховного Совета Белорусской ССР 6-го и 7-го созывов (1963—1971 годы).
Умер в Минске[уточнить].
Сын — Александр, белорусский микробиолог, доктор биологических наук.